# Tony Banks

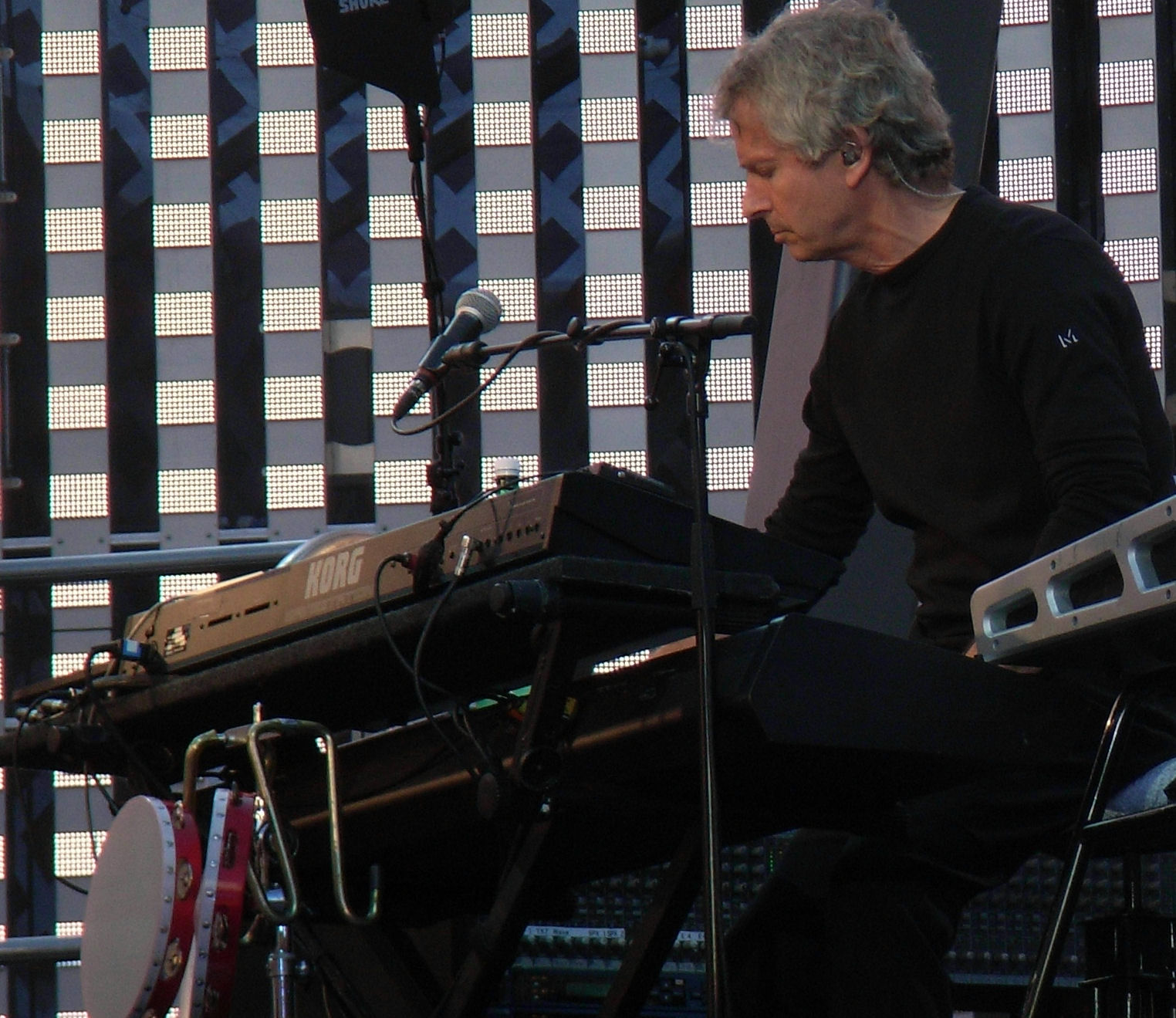
Tony Banks (2007)

Anthony George (Tony) Banks (East Hoathly, Sussex, 27 maart 1950) is een Britse componist, pianist en toetsenist en het best bekend als een van de oprichters en leden van Genesis, een van Engelands bekendste progressieve-rockgroepen. Samen met gitarist-bassist Mike Rutherford is hij de enige die de gehele historie van Genesis in de band heeft gespeeld.

## Levensloop
In het midden van de jaren 60 richtte Banks samen met Peter Gabriel en Chris Stewart een schoolband op, The Garden Wall. Later ging deze groep samen met een andere schoolband, Anon, waar Mike Rutherford en Anthony Phillips in speelden. Zij namen een aantal demo's op, en uiteindelijk leidde dit tot de band Genesis.
In de vroege jaren van de band had Banks grote invloed op de muziek van Genesis. Zijn keyboardsolo's, zoals de intro van "Firth of Fifth" en het instrumentale deel van "The Cinema Show" getuigen hiervan.
Andere nummers van Banks in de Genesis tijd zijn o.a. "A Trick of the Tail", "One for the Vine", en "Afterglow", dat een populair livenummer zou blijven voor de band.
Nadat Gabriel en Steve Hackett de band verlieten, was Banks de eerste die een soloalbum uitbracht. In tegenstelling tot die van Rutherford en Phil Collins waren zijn soloalbums echter niet erg succesvol en werden voornamelijk gekocht door Genesis-adepten. Desalniettemin wordt Banks zowel door critici als vakgenoten erkend als een van de belangrijkste componisten en muzikanten in de rockmuziek.
Zijn muziek voor de film 2010: The Year We Make Contact werd door regisseur Peter Hyams afgekeurd. Banks schreef wel de muziek voor de film Quicksilver, met Kevin Bacon. Toen de activiteiten van Genesis stilvielen, richtte Banks zich weer op het schrijven van solowerk, wat hij opnam vanaf 2002.
In 1998 vormden enkele fans een "tributeband", Strictly Banks geheten, die optrad met Banks' solonummers, waarvan vele nog nooit voor publiek waren gespeeld.

## Solodiscografie
- 1978 - A Curious Feeling
- 1983 - The Wicked Lady (soundtrack)
- 1983 - The Fugitive
- 1986 - Soundtracks
- 1989 - Bankstatement
- 1992 - Still
- 1995 - Strictly Inc.
- 2004 - Seven: A Suite for Orchestra
- 2012 - Six: Pieces for Orchestra
- 2015 - A Chord Too Far
- 2018 - Five

Tony Banks · Phil Collins · Peter Gabriel · Steve Hackett · John Mayhew · Anthony Phillips · Mike Rutherford · John Silver · Chris Stewart · Ray Wilson
- Bibsys: 5011570
- Biblioteca Nacional de España: XX892830
- Bibliothèque nationale de France: cb138911230 (data)
- Gemeinsame Normdatei: 133592316
- International Standard Name Identifier: 0000 0001 1467 7889
- Library of Congress Control Number: no2004050431
- MusicBrainz: 8b96b0d8-9c36-42d1-b525-627db897d82f
- Nationale Bibliotheek van Tsjechië: xx0119623
- Nationale bibliotheek van Australië: 35369935
- Nationale Bibliotheek van Israël: 987007587639305171
- Nationale Bibliotheek van Polen: a0000003204591
- Nederlandse Thesaurus van Auteursnamen: 074503561
- Réseau des bibliothèques de Suisse occidentale: 02-A002966255
- LIBRIS: 235375
- Système universitaire de documentation: 167143565
- Trove: 928524
- Virtual International Authority File: 11039818
- WorldCat: E39PBJt8fPkH7kTQBpCxC3GmBP